# Indiumtriflat
Indiumtriflat ist eine chemische Verbindung des Indiums und gehört zur Gruppe der Triflate. Als wasserstabile Lewis-Säure ist es ein praktischer Katalysator und findet breite Anwendung in der organischen Synthese.

## Herstellung
Indiumtriflat wird durch Reaktion von Indium(III)-oxid mit Trifluormethansulfonsäure in Wasser hergestellt. Isoliert wird es durch Abfiltrieren von überschüssigem Oxid und Verdampfen des Wassers.

## Eigenschaften
Indiumtriflat ist ein weißer, pulveriger Feststoff. Es handelt sich um eine Lewis-Säure, die jedoch im Gegensatz zu den meisten anderen solchen Verbindungen wenig hydrolyseempfindlich und in wässriger Lösung stabil ist.

## Reaktionen und Verwendung
Als Lewis-Säure, die löslich und stabil in Wasser ist, ist es ein wichtiges Reagenz für diverse Reaktionen. Für die meisten Reaktionen werden nur katalytische Mengen benötigt. Zudem ermöglicht die Wasserstabilität eine Rückgewinnung und Wiederverwendung, was in der umweltfreundlichen grünen Chemie von Bedeutung ist.
Es katalysiert unter anderem die Herstellung von Acetalen und Thioacetalen aus Carbonylverbindungen, die Schützung und Entschützung von Alkoholen mit der Tetrahydropyrangruppe, sowie die die direkte Umwandlung der geschützten Verbindung in ein Acetat mit Acetanhydrid. Durch Austausch des Lösungsmittels in Gegenwart von Indiumtriflat kann ein Acetal leicht direkt in ein anderes umgewandelt werden. Beispielsweise wird in Methanol als Lösungsmittel ein Dimethylacetal gebildet. Die katalytische Wirkung in der Bildung und Hydrolyse von Acetalen wird in Reaktionen von Kohlenhydraten verwendet. Ein Vorteil von Indiumtriflat gegenüber anderen Reagenzien in der Acetalbildung ist, dass die Reaktion unter Bedingungen durchgeführt werden kann, die säureempfindliche Schutzgruppen nicht beeinflussen, beispielsweise Boc-Gruppen, tert-Butyldimethylsilylgruppen und Tetrahydropyrangruppen.
Eine weitere Anwendung von Indiumtriflat ist die Acylierung von Alkoholen und Aminen, worin es besonders effizient ist. Einerseits ist es billiger als das ebenfalls verwendete Scandiumtriflat, andererseits müssen nur sehr geringe Mengen (beispielsweise 0,1 Mol-%) verwendet werden. Es katalysiert außerdem die Alkylierung von Aromaten mit sekundären, tertiären und benzylischen Alkoholen, wobei die ionische Flüssigkeit 1-Ethyl-3-methylimidazoliumbis(trifluormethylsulfonyl)amid als Lösungsmittel dient.